# Neoclytus stillatus
Neoclytus stillatus är en skalbaggsart som beskrevs av Aurivillius 1909. Neoclytus stillatus ingår i släktet Neoclytus och familjen långhorningar.
Artens utbredningsområde är Paraguay. Inga underarter finns listade i Catalogue of Life.